# Varicorhinus pellegrini
Varicorhinus pellegrini es una especie de peces de la familia Cyprinidae, en el orden de los Cypriniformes.

## Morfología
Los machos pueden llegar alcanzar los 21,2 cm de longitud total.

## Hábitat
Es un pez de agua dulce.

## Distribución geográfica
Se encuentra en África.